# ريناتو جريكو
ريناتو جريكو (بالإيطالية: Renato Greco)‏ (20 يناير 1969 باليرمو إيطاليا - ) هو لاعب كرة قدم إيطالي، يلعب كمهاجم.

## مسيرته

### مسيرته مع الأندية
- 1989 - 1991 لعب مع USD Mazara [الإنجليزية]‏ 47 مباراة سجل خلالها 10 أهداف.
- 1996 - 1997 لعب مع نادي بيسكارا 34 مباراة سجل خلالها 3 أهداف.
- 1997 - 1998 لعب مع نادي ساليرنيتانا 20 مباراة سجل خلالها 7 أهداف.
- 1998 - 1999 لعب مع نادي ليتشي 13 مباراة.
- 1999 - 1999 لعب مع نادي مونزا 15 مباراة.
- 2000 - 2001 لعب مع SSD Savoia 1908 FC [الإنجليزية]‏ 47 مباراة سجل خلالها 13 هدف.
- 2001 - 2002 لعب مع فيس بيزارو 1898 [الإنجليزية]‏ 27 مباراة سجل خلالها 4 أهداف.
- 2002 - 2004 لعب مع نادي فوجيا 42 مباراة سجل خلالها 4 أهداف.
- 2004 - 2005 لعب مع نادي كريمونيسي 19 مباراة سجل خلالها هدفين.
- 2005 - 2007 لعب مع إيه جي نوسرينا 1910 [الإنجليزية]‏ 57 مباراة سجل خلالها 10 أهداف.
- 2009 - 2009 لعب مع SS Real Montecchio [الإنجليزية]‏ 14 مباراة سجل خلالها هدفين.